# Zensurkarte

Zensurkarte zum Film M

Zensurkarten (auch Zulassungskarte bzw. Erlaubniskarte) waren amtliche Dokumente der Filmzensur, auf denen die Entscheidungen über die geforderten Schnitte einer Zensurbehörde festgehalten wurden. Sie enthielten die Daten zum Antragsteller, der Ursprungsfirma, der Fabriknummer des Films, der Länge, den Filmtitel sowie filmografische Angaben, einen Kurzinhalt und die Texte der Zwischentitel.
Heute sind Zensurkarten eine wichtige Quelle bei der Rekonstruktion von historischen Filmen, insbesondere aus der Stummfilmzeit, da sie es ermöglichen, Szenen in ihrer ursprünglichen Reihenfolge anzuordnen und verlorene Passagen nachzuvollziehen. 